# Jakab Ferenc
Jakab Ferenc (Marcali, 1977. augusztus 17. – 2024. február 16.) magyar virológus, egyetemi tanár, a Koronavírus-kutatási Akciócsoport vezetője a 2020-as magyarországi COVID-19 járvány idején.  A Pécsi Tudományegyetem Természettudományi Karának volt tudományos dékánhelyettese, 2022-től az egyetem innovációs rektorhelyettese, a Szentágothai János Kutatóközpont tudományos titkára és az intézményben működő, legmagasabb (BSL-4) biobiztonsági szintű virológiai laboratórium vezetője.

## Tanulmányai
Kaposváron érettségizett a Munkácsy Mihály Gimnáziumban, majd orvosi egyetemre felvételizett, de egy pont híján lemaradt, így biológia-kémia tanár szakon kezdte meg felsőoktatási tanulmányait. Egyetemi évei alatt bekerült az ÁNTSZ virológiai laboratóriumába, és ettől kezdve folyamatosan vírusokkal foglalkozott. Saját bevallása szerint nagy hatást gyakorolt rá a Vírus című 1995-ös amerikai katasztrófafilm, amely pontatlanságai ellenére jól példázza a láthatatlan kórokozók hatalmát és részben innen ered a mai napig meglévő csodálata irántuk.
2002-ben diplomázott a PTE TTK biológia–kémia szakán, majd hosszú időt töltött víruskutató laborokban Hollandiában, Belgiumban és az Egyesült Államokban. A Pécsi Tudományegyetem Orvostudományi Karán, az Elméleti Orvostudományok Doktori Iskola hallgatójaként szerezte meg PhD fokozatát 2005-ben. 2020-ban megszerezte az MTA doktora címet.

## Kutatói tevékenysége
A Pécsi Tudományegyetem Természettudományi Karán megalapította a Virológiai Kutatócsoportot, melynek keretein belül az állatokról emberekre terjedő vírusokat, úgynevezett virális zoonózisokat kutatták.
A 2012-ben megnyitott PTE Szentágothai Kutatóközpontban kiterjesztette a Virológiai Kutatócsoport működését, és egy BSL-3 (3-as biológiai biztonsági szintű) laboratóriumot alapított a hazai és nemzetközileg jelentős vírusos zoonózisok kiterjedt kutatására. 2016 júliusában a Pécsi Tudományegyetem elindította új infrastrukturális és tudományos projektjét, amely a Széchenyi 2020 program keretében valósult meg, 120,21 millió forint európai uniós támogatással. A projekt célja a Pécsi Tudományegyetem kötelékén belül működő magas biológiai biztonsági szintű virológiai laboratórium infrastrukturális fejlesztése volt, melynek révén a laboratórium csatlakozhat a rendkívül szigorú feltételrendszert teljesítő európai BSL-4 laboratóriumi hálózatokhoz.
A 2020-as magyarországi SARS-CoV-2 koronavírus járvány idején, Orbán Viktor miniszterelnök megbízta a koronavírus-kutatási akciócsoport vezetésével. 2020 júniusában Palkovics László innovációs és technológiai miniszter Jakab Ferencet nevezte ki a Nemzeti Virológiai Laboratórium vezetőjévé.
2018 és 2022 között a PTE Természettudományi Karának dékánhelyettese, 2022. július elsejétől az egyetem innovációs rektorhelyettese volt.
2024. február 16-án hunyt el, halálának okát nem közölték.

## Díjak és Kitüntetések
- Bolyai János Kutatási Ösztöndíj (2009)
- Szentágothai-díj (2013)[18]
- Miniszteri kitüntetés kiemelkedő szakmai tevékenységért [19] Balog Zoltán minisztertől (2017, Emberi Erőforrások Minisztériuma)
- Hőgyes-Aujeszky emlékérem (2021, Magyar Zoonózis Társaság)[4]